# La Rivière, Gironde
La Rivière là một xã trong tỉnh Gironde, thuộc vùng Nouvelle-Aquitaine của nước Pháp, có dân số là 321 người (thời điểm 1999). La Rivière là một nơi trồng nho trong vùng trồng nho Fronsac.